# Liste der Baudenkmale in Karstädt (Mecklenburg)
In der Liste der Baudenkmale in Karstädt sind alle Baudenkmale der Gemeinde Karstädt (Landkreis Ludwigslust-Parchim) und ihrer Ortsteile aufgelistet (Stand: Januar 2021).

## Karstädt
| ID | Lage                      | Bezeichnung                                     | Beschreibung | Bild                                            |
| -- | ------------------------- | ----------------------------------------------- | ------------ | ----------------------------------------------- |
|    | Bahnhofsstraße 2 (Karte)  | Bahnhof/Güterschuppen                           |              | Bahnhof/Güterschuppen                           |
|    | Bahnhofsstraße 3 (Karte)  | Bahnarbeiterhaus                                |              | Bahnarbeiterhaus                                |
|    | Friedhof (Karte)          | Kriegsgräber                                    |              |                                                 |
|    | Hauptstraße 6 (Karte)     | Bauernhaus                                      |              |                                                 |
|    | (Karte)                   | Kirche                                          |              | Kirche                                          |
|    | Hauptstraße (Karte)       | Gefallenendenkmal 1914/18                       |              |                                                 |
|    | Techentiner Weg 4 (Karte) | Forsthof mit Forsthaus, Scheune und Einfriedung |              | Forsthof mit Forsthaus, Scheune und Einfriedung |

## Neu Karstädt
| ID | Lage | Bezeichnung                 | Beschreibung | Bild                        |
| -- | ---- | --------------------------- | ------------ | --------------------------- |
|    |      | Gefallenendenkmal 1914/1918 |              | Gefallenendenkmal 1914/1918 |